# リンゼー・グラム

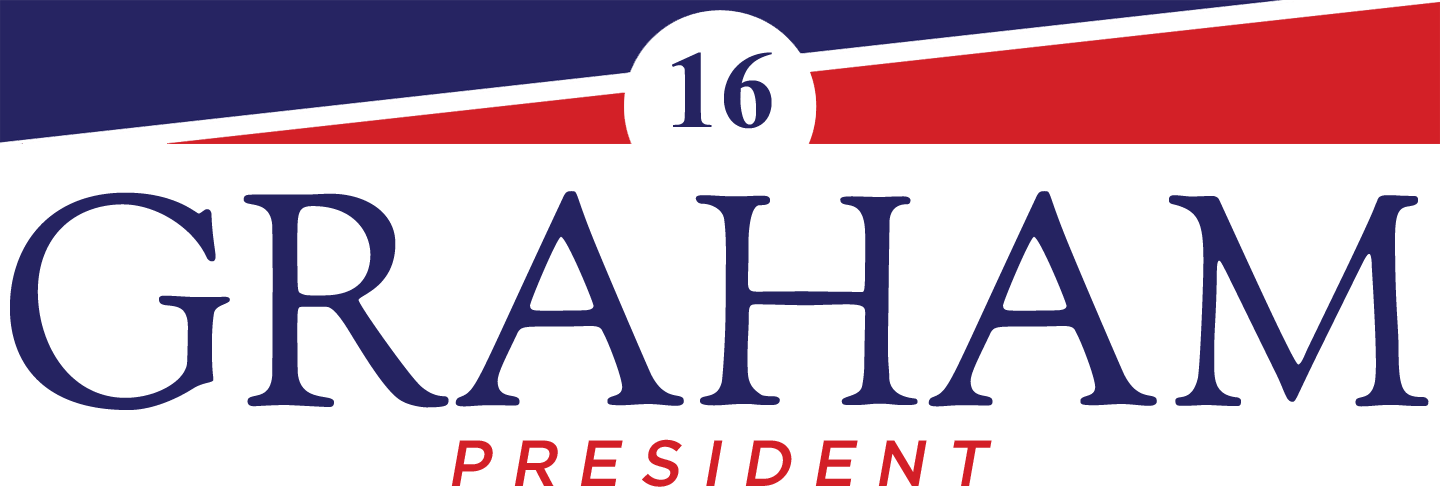
2016年アメリカ合衆国大統領共和党予備選挙でのキャンペーンロゴ

リンゼー・オーリン・グラム（英語: Lindsey Olin Graham, 1955年7月9日 - ）は、アメリカ合衆国の政治家。サウスカロライナ州選出のアメリカ合衆国上院議員。上院では司法委員長（2019年 - 2021年）、予算委員会少数党筆頭委員（2021年 - 2023年）を経て、2023年より司法委員会少数党筆頭委員を務める。
リンジー・グラハム、リンジー・グレアムとも。

## 経歴
2016年アメリカ合衆国大統領共和党予備選挙候補だったが、2015年12月21日に撤退した。
2016年3月1日、共和党予備選でテッド・クルーズ上院議員を支持することを明らかにした。
2020年の大統領選挙では、民主党候補であるジョー・バイデンが勝利する可能性が高いと語り、「出直すことを約束する」と、トランプ離れの態度をしめしていたが、大統領選挙後は、ツイッターでトランプ・ジュニアに支援がないことを批判され、その数時間後、グラムはFOXテレビで「フィラデルフィアの選挙には不正があった」と語り、敗北を認めず「しっかり戦え」と50万ドルを献金する旨を語った。
2021年1月6日に起きた議事堂襲撃事件後に再開した合同会議において、「ジョー・バイデンとカマラ・ハリスが合法的に選出され、1月20日にアメリカの大統領と副大統領になる」と述べた。後日行われたドラルド・トランプ大統領の2回目の弾劾裁判では「無罪」に投票した。
2021年8月、ワクチン接種済みではあったものの、新型コロナウイルスに感染した。
2022年ロシアのウクライナ侵攻が発生すると、侵攻を止めるには「あの男（ウラジーミル・プーチン）を殺すしかない」としてロシア国内から暗殺者が出ることを期待する発言を行った。
2023年1月、超党派の議員によるウクライナ訪問に参加。1月20日にはウォロディミル・ゼレンスキー大統領と会談を行った。記者会見ではアメリカを含む西側諸国に対して戦車の供給を促す発言を行った。